# Sulzbach an der Murr

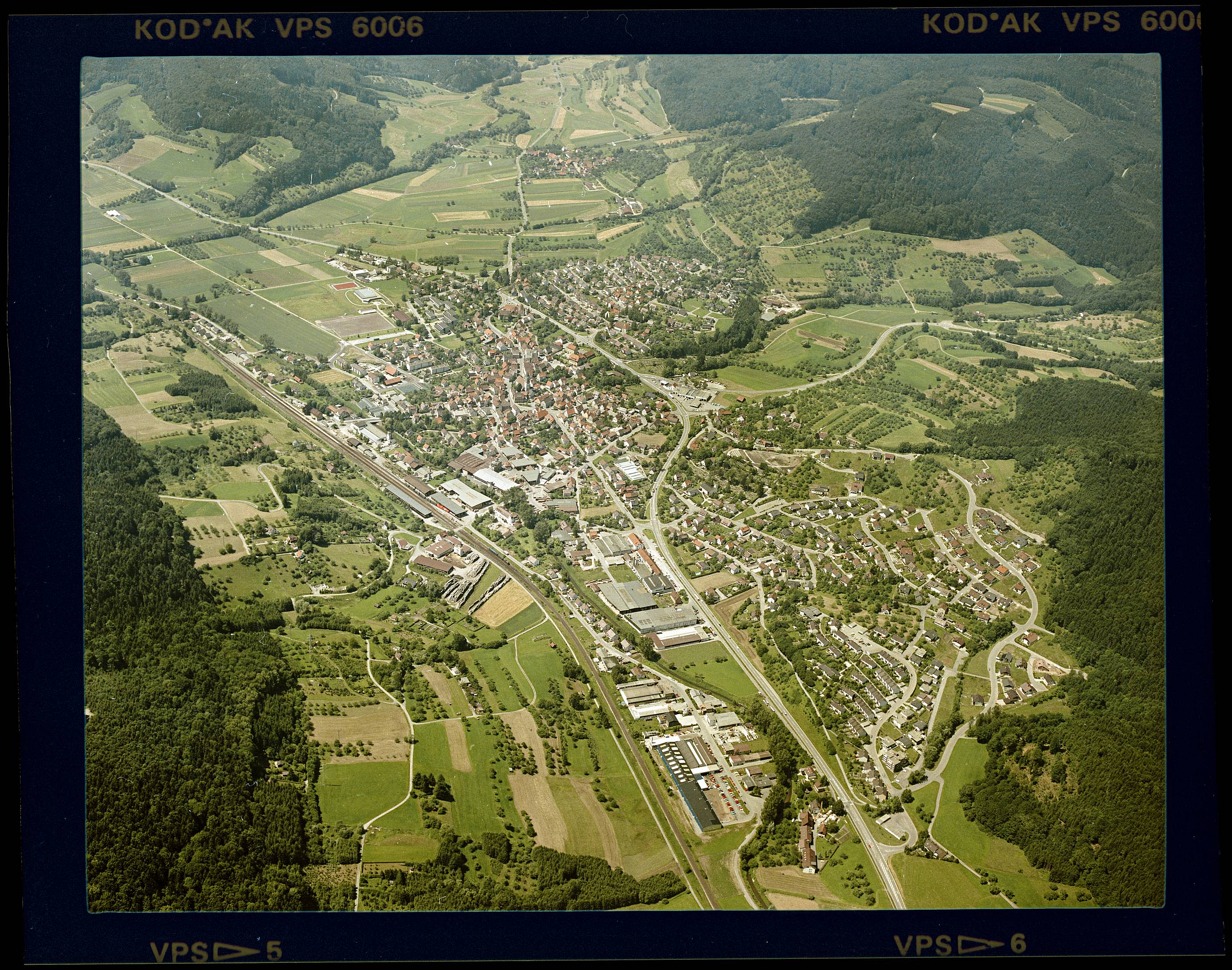
Luftbild von Sulzbach an der Murr (1985)

Sulzbach an der Murr ist eine Gemeinde im Rems-Murr-Kreis in Baden-Württemberg. Sie gehört zur Region Stuttgart (bis 1992 Region Mittlerer Neckar) und zur europäischen Metropolregion Stuttgart. Sulzbach an der Murr ist ein staatlich anerkannter Erholungsort und ein Kleinzentrum für die umliegenden Gemeinden.

## Geographie

### Geographische Lage
Sulzbach an der Murr liegt im Naturraum Schwäbisch-Fränkische Waldberge am Nordbogen der Murr inmitten des Naturparks Schwäbisch-Fränkischer Wald zwischen den Löwensteiner Bergen und dem Murrhardter Wald, in Luftlinie etwa 34 km nordnordöstlich von Stuttgart. Das Gemeindegebiet liegt zwischen 260 m (Murr an der Kläranlage) und 586 m Höhe (wenige Meter südlich unterhalb des Gipfels der Hohen Brach).
Die Oberamtsbeschreibung der Gemeinde Sulzbach an der Murr aus dem Jahr 1871 beginnt mit diesen Worten:

„Wo das anmutige, frischgrüne Murrtal beim Einmünden des südwestwärts heranziehenden Tals der ‚Spiegelberger‘ Lauter und des gerade von Norden kommenden Fischbachtälchen eine ziemliche Weitung erhält, liegt in dem von stolzen Pappelgruppen malerisch besetzten Talgrund der große städtisch aussehende Ort […].“

Die längste Ausdehnung hat das Gemeindegebiet mit etwa 9 km von Nordnordwest (Waldgewann „Streitjagen“ bei Großerlach-Mittelfischbach) nach Südsüdost (Erhebung „Springstein“ bei Auenwald-Trailhof). Senkrecht dazu sind es nicht ganz 8 km (vom Mörderbächle bei Siebersbach im Westsüdwesten bis zum Ortsrand von Großerlach-Hohenbrach im Ostnordosten).
An Sulzbach grenzt im Norden und Nordosten die Gemeinde Großerlach, im Osten und Südosten die Stadt Murrhardt, im Süden die Gemeinde Auenwald und ganz kurz die Stadt Backnang, im Südwesten die Gemeinde Oppenweiler und im Nordwesten die Gemeinde Spiegelberg. Sie alle liegen ebenfalls im Rems-Murr-Kreis.
Die Gemeindereform von 1970 führte zur Bildung des Gemeindeverwaltungsverbandes Sulzbach, dem auch die Gemeinden Spiegelberg und Großerlach angehören. Sulzbach ist außerdem Mitgliedsgemeinde des Wasserverbands Murrtal. Dessen Aufgabe ist der Hochwasserschutz.

### Gemeindegliederung
Neben dem von Wiesen und weiten Wäldern umgebenen Hauptort Sulzbach liegen auf der großen Gemarkung der Gemeinde noch 17 zum Teil weit verstreute Weiler und Häuser: die Weiler Bartenbach, Berwinkel, Bushof, Eschelhof, Eschenstruet, Hager, Harrenberg, Ittenberg, Kleinhöchberg, Lautern, Liemannsklinge, Schleißweiler, Siebersbach und Zwerenberg und die Wohnplätze Gronbachmühle, Hammer und die Haselbachmühle.
Auf dem Gemeindegebiet liegen weiterhin die abgegangenen Ortschaften Einsiedel, Horben, Ittenberger Sägmühle, Wüstenmühle, Alte Sägmühle, der Häuseräcker Hof Löffelinsweiler und der Schollenhof sowie die ehemaligen Burgen am Utschberg und auf dem Berg Roßstall. Der Flurname Bad südöstlich des Dorfs weist auf ein abgegangenes Bad hin, von dem sich ansonsten keine Reste erhalten haben.
Die Gronbachmühle liegt im Murrtal knapp oberhalb der Dorfgrenze von Sulzbach, weiter aufwärts folgen Bartenbach und Schleißweiler. Lautern, Siebersbach und zuoberst Hammer liegen im zulaufenden Lautertal. Alle anderen Ortsteile liegen fern der drei großen Verkehrsachsen von oberem und unterem Murr- bzw. Lautertal, deren Sohlen in offener Flur liegen. Abgesehen von der in einem Seitental liegenden Haselbachmühle sind es von Rodungsinseln umgebene Siedlungen auf den Höhen zwischen den tief eingeschnittenen und ebenfalls bewaldeten Bachtälern zu den beiden Flüssen.
Kleinhöchberg liegt auf dem Bergrücken zwischen dem Lauter-Zufluss Siebersbach und dem Fischbach, Berwinkel auf dem zwischen Fischbachtal und dem bei Bartenbach mündenden Haselbachtal, das dicht von Wald umgeben die Haselbachmühle birgt. Noch weiter östlich zwischen Haselbach und Harbach reihen sich in einer großen, nach Norden langgezogenen Flurinsel Harrenberg, Zwerenberg, Hager und – auf etwa gleicher Breite – westlich Bushof und östlich Eschenstruet. Noch wenig weiter nördlich liegt Liemannsklinge isoliert, durch ein bewaldetes Quertal von den anderen fünf getrennt.
Auf der Höhe südlich des Murrbogens liegt in einer größeren Rodungsinsel Ittenberg, noch weiter südlich in einer kleineren der Eschelhof.

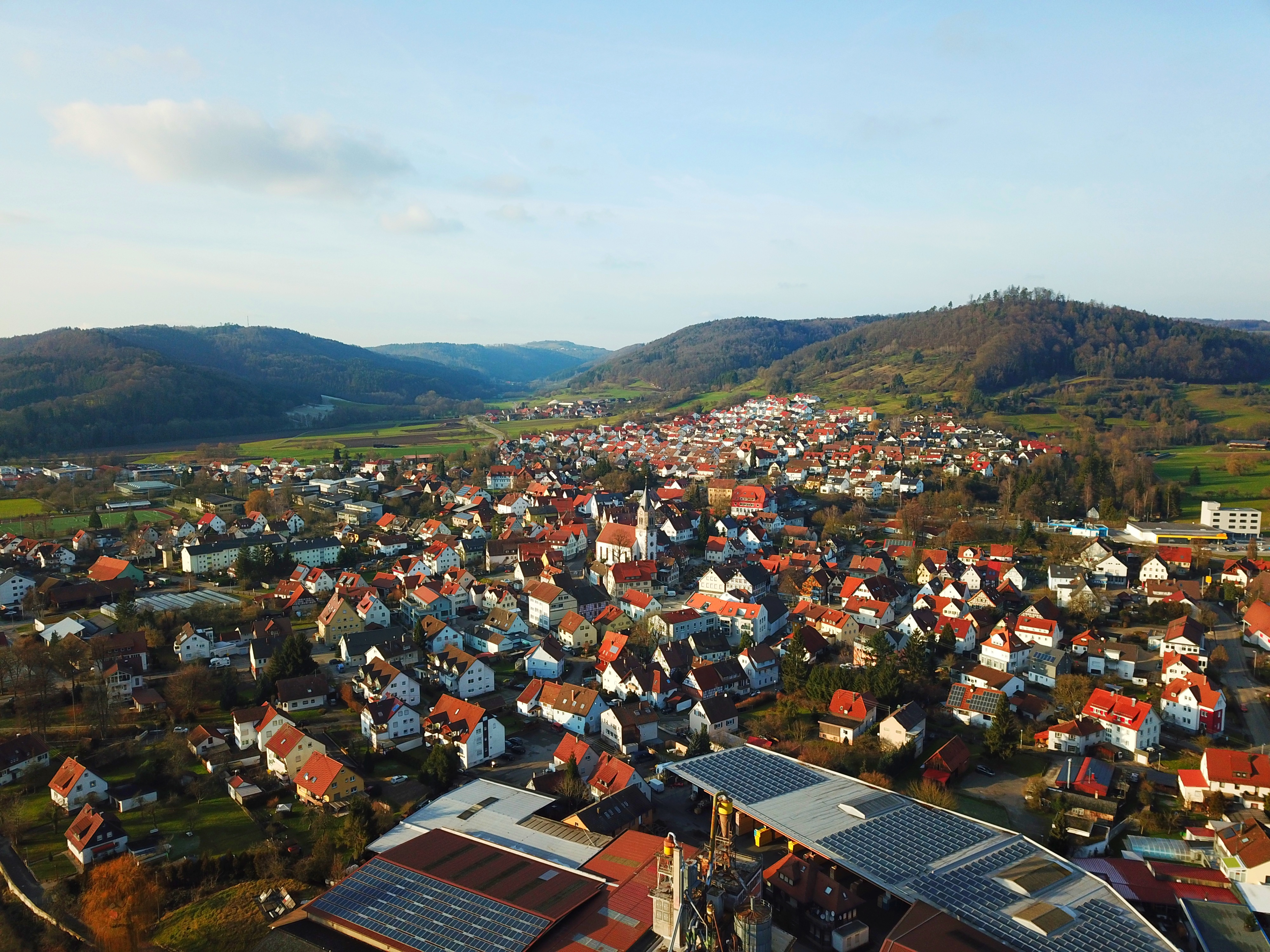
Blick auf die Ortsmitte, dahinter das Untertal der „Spiegelberger“ Lauter
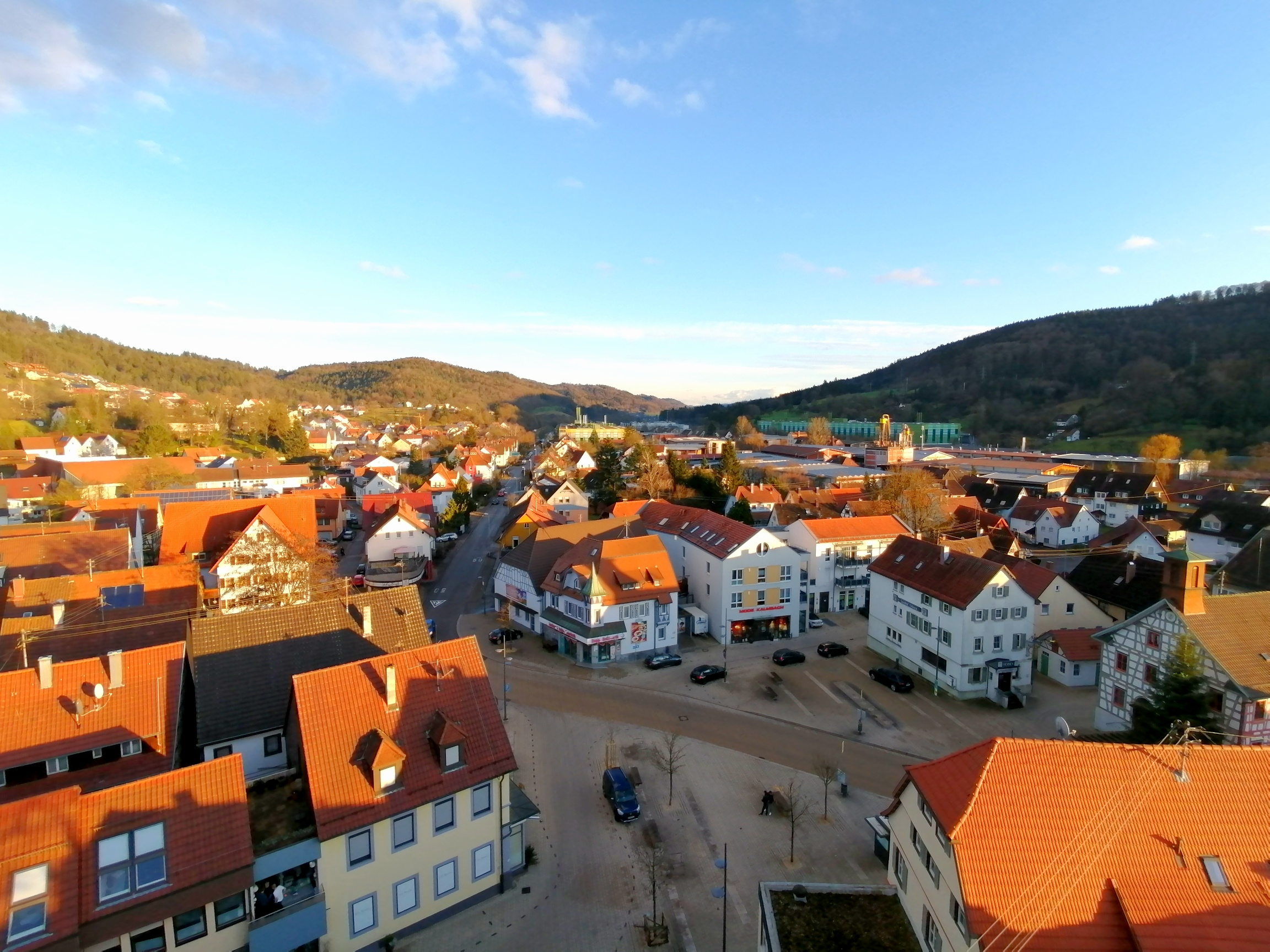
Blick auf den Marktplatz und nach Osten längs der Murrhardter Straße
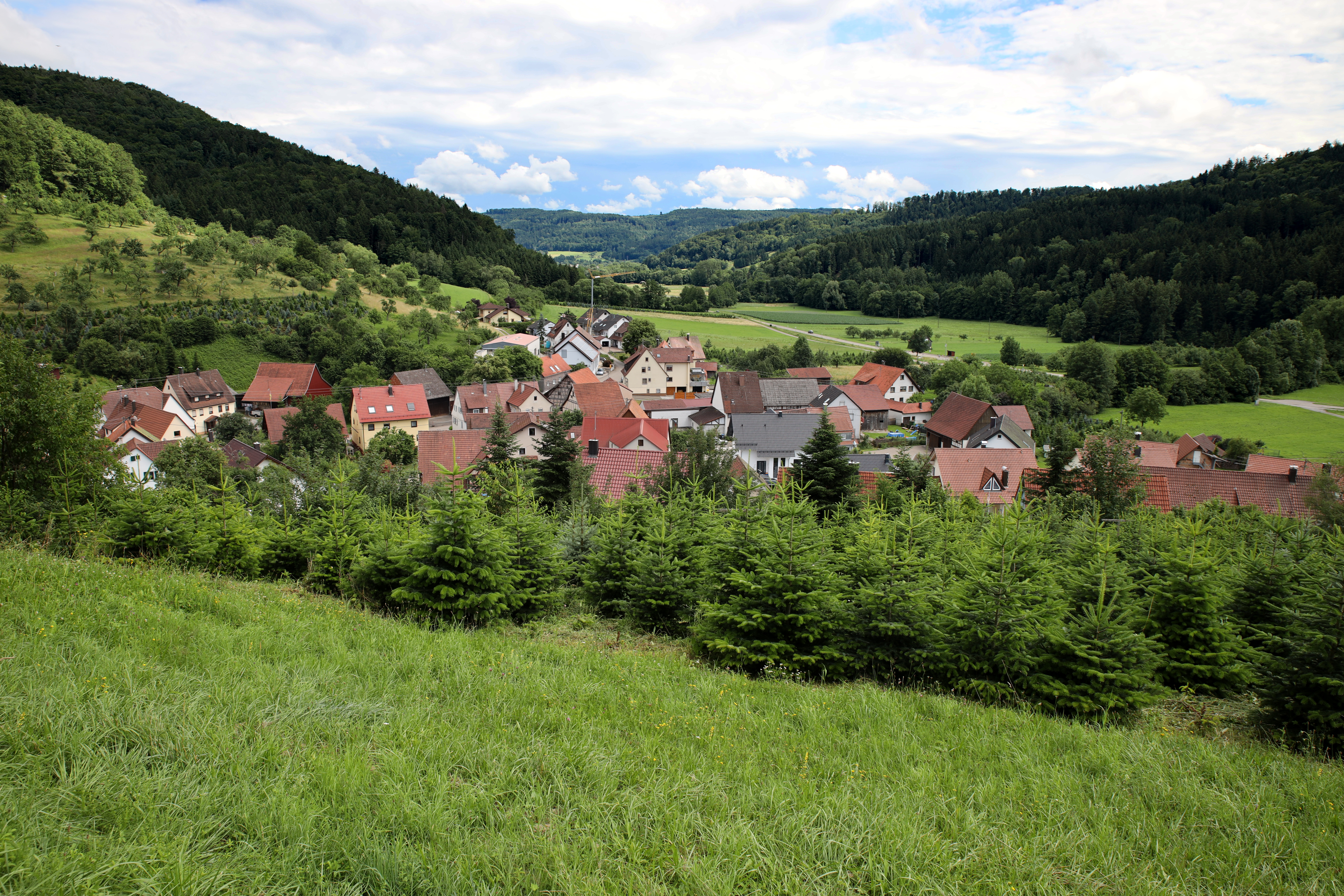
Blick über Siebersbach in das untere Lautertal
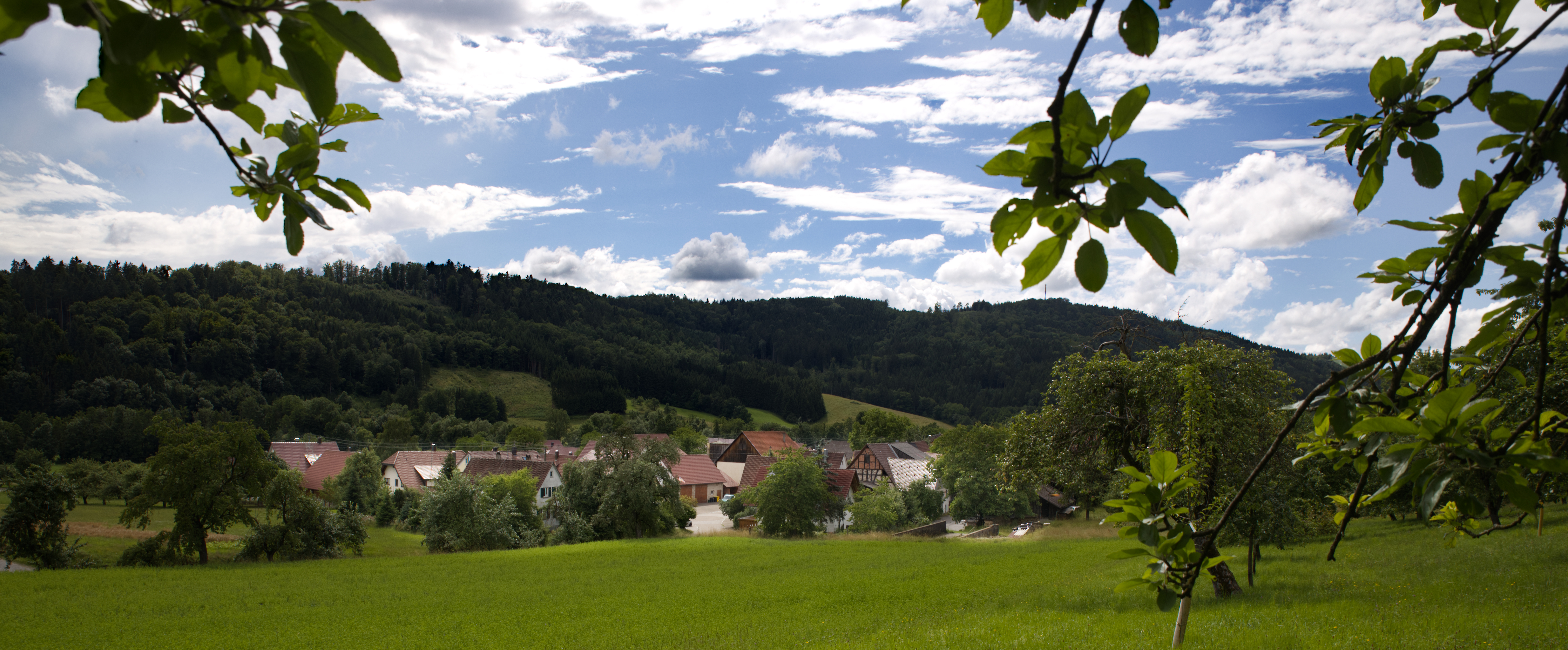
Der Ortsteil Lautern

### Flächenaufteilung
Nach Daten des Statistischen Landesamtes, Stand 2018.

## Geschichte
Das 817 erstmals erwähnte Sulzbach liegt an teilweise schon in der Römerzeit genutzten wichtigen Straßenverbindungen. In seinem Ursprung ist Sulzbach deshalb wohl wesentlich älter. Einst stand der Ort unter der Lehnsabhängigkeit des benachbarten Klosters Murrhardt. Der Ortsname ist aus „Sülze“ oder „Sulz“ abzuleiten, was so viel wie „morastige Stelle“ oder „sumpfiges Wasser“ bedeutet. Im Ortswappen erinnert noch heute der Löwe an die Grafen von Löwenstein als einstige Grundherren der Gemeinde, der Fisch an den namengebenden Fischbach. Auf einer kleinen Geländeschwelle westlich über diesem Bach liegen hochwassersicher die ältesten Teile des Ortskerns mit den Resten der einstigen Wehrkirchenanlage rund um die markante Ulrichskirche. 1464 wurde die Grafschaft Löwenstein kurpfälzisch. 1488 belehnte Kurfürst Philipp der Aufrichtige seinen Vetter Ludwig mit der Grafschaft. im Zuge des Landshuter Erbfolgekriegs 1504 wurde die Grafschaft (und damit auch das Dorf Sulzbach) von Württemberg besetzt und kam 1510 endgültig unter württembergische Oberhoheit, blieb jedoch weiterhin Sitz des Amtes Sulzbach-Fornsbach. 1573 erhielt die Gemeinde das Marktrecht, welches bis zum heutigen Tage in Form von drei Jahrmärkten und einem Wochenmarkt ausgeübt wird.

### Sulzbach im 16. Jahrhundert

#### Geistliche Obrigkeit
Die geistliche Obrigkeit Sulzbachs mit allen Rechten und Pflichten gehörte dem Kloster Murrhardt. Für ihre Aufgaben erhob die Kirche den „Zehnten“ und erbat sich Stiftungen.

#### Weltliche Obrigkeit
Die weltliche Obrigkeit teilten sich das Kloster Murrhardt und die Grafschaft Löwenstein. Die Verhältnisse waren deshalb etwas verwirrend.
Das Kloster Murrhardt war der Lehensherr sämtlicher alter Lehen auf der Sulzbacher Markung (1590 gab es 27 Lehen, darunter die Dorfmühle) und verwaltete diese. Das Dorfgericht in Sulzbach gehörte zur Hälfte dem Kloster. Das Kloster Murrhardt forderte diverse Abgaben von den Sulzbachern.
Um 1510 mussten die Grafen von Löwenstein den Herzog von Württemberg als Oberlehensherr anerkennen und verloren damit ihre Reichsunmittelbarkeit. Sie erbten aber 1574 die reichsunmittelbare Grafschaft Wertheim. Der Herzog von Württemberg war damit der dritte Landesherr von Sulzbach.

#### Obrigkeit im Dorf

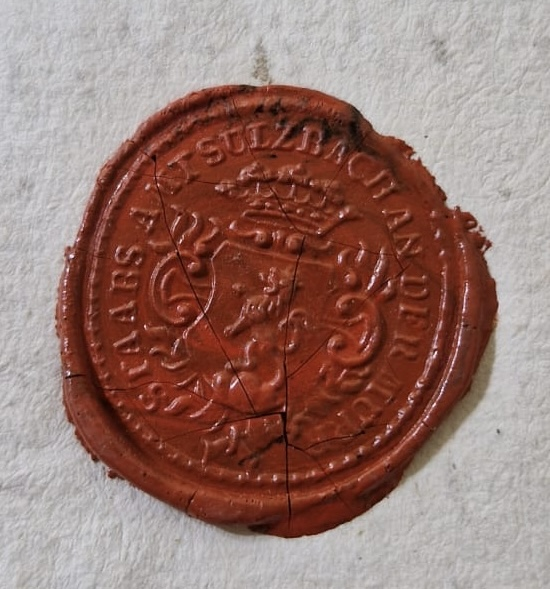
Wachssiegel des löwensteinischen „Staabs Amt Sulzbach an der Murr“, um 1808

Die beiden Ämter von Sulzbach (das obere und das untere Amt) wurden von einem Stabschultheiß, der seinen Sitz in Sulzbach hatte, vertreten. Der Stabschultheiß wurde von der Grafschaft ernannt. Die Amtsbezirke umfassten das untere Amt mit Sulzbach, Lautern, Siebersbach, Kleinhöchberg, Berwinkel, Erlach, Liemersbach, Trauzenbach, Kieselhof, Zwerenberg, Bartenbach, Schleißweiler, Siebenknie, Eschelhof, Ittenberg; das obere Amt Fornsbach, Köchersberg, Mettelberg, Schlossberg und Hinterwestermurr.
Jeder dieser Teilorte war innerhalb seiner Markungsgrenzen eine selbstständige Verwaltungseinheit und musste für seine Belange selbst sorgen. Außerdem wurden eigene Bürgermeister gewählt. Die Obrigkeit griff in die Gemeindeverwaltung nur ein, wenn ihre Interessen berührt wurden.
Viermal im Jahr tagte das Dorfgericht in Sulzbach. Es konnte einfache Fälle eigenständig bearbeiten.
Die Bürgerwehr Sulzbachs umfasste sieben Musketiers und 2 Tambours (Trommler), die dem Korporal Schneeberger unterstanden. Dem Konstabler (Büchsenschütz) unterstand ein Katzenkopf (Böllerkanone) auf einem zweirädrigen Wägelein. Beim Tambour Reeber wurden eine Trommel und eine Zwerchpfeife aufbewahrt.

### Sulzbach seit dem 18. Jahrhundert
Am 29. Mai 1753 vernichtete ein großer Brand zwei Drittel des damaligen Gebäudebestandes nebst Kirche und Rathaus. Lediglich 62 Gebäude blieben vom Brand verschont. 1756 wird die neue evangelische Kirche eingeweiht. Rund 50 Jahre später fiel Sulzbach aufgrund des Reichsdeputationshauptschlusses vollends an Württemberg. 1844 erfolgte die Abtrennung von Fornsbach. Mit dem Verkauf des Schlosses Lautereck im Jahr 1867 gaben die Grafen von Löwenstein ihren Besitz auf. Im Königreich Württemberg und im Volksstaat gehörte Sulzbach zum Oberamt Backnang. Bei der Kreisreform während der NS-Zeit in Württemberg gelangte Sulzbach 1938 dann zum Landkreis Backnang. Ab 1945 gehörte die Gemeinde zum Land Württemberg-Baden in der Amerikanischen Besatzungszone und seit 1952 zum neu gegründeten Bundesland Baden-Württemberg. Nach der Auflösung des Landkreises Backnang kam die Gemeinde im Zuge der Kreisreform in Baden-Württemberg zum neu gebildeten Rems-Murr-Kreis.

#### Das Rathaus
Weil dem großen Brand von 1753 auch das Rathaus zum Opfer fiel, wurde der Bau eines Rathauses immer dringender. Wann mit dem Bau begonnen wurde, ist unbekannt, es muss aber 1779 fertiggestellt gewesen sein. Das Rathaus stand unweit der Kirche, in der Nähe des Brunnens. Die Straße führte unter einem Torbogen durch das Rathaus hindurch.
Im Jahr 1876 wurde das alte Rathaus aufgrund seiner ungünstigen Lage zugunsten einer Straßensanierung abgerissen.

#### Die Kirche
Auf einer kleinen Geländeschwelle westlich über diesem Bach liegen hochwassersicher die ältesten Teile des Ortskerns mit den Resten der einstigen Wehrkirchenanlage rund um die markante St.-Ulrichs-Kirche. Nach dem Brand von 1753 wurde mit Hilfe einer Kollekte die Kirche wieder aufgebaut und 1756 eingeweiht. Sie erhielt damals im Wesentlichen ihre heutige Gestalt mit Ausnahme des Turmes, den 1856 ein Blitzschlag traf und der infolgedessen ausbrannte. Vor dem Brand von 1856 war der Turmhelm zwiebelförmig.

#### Das Schulwesen
Um 1797 hatten sämtliche Filialen von Sulzbach bereits eigene Schulen, allerdings wurde das Lehramt von Handwerkern und Arbeitern wahrgenommen. Der Sulzbacher Lehrer wurde im Jahr mit 463 Gulden Jahresgehalt besoldet, rangierte damit im ganzen Herzogtum Württemberg an zweiter Stelle. Im Jahr 1760 wurde die Schule von 130 Schülern besucht, im Jahr 1838 waren 230 Kinder schulpflichtig.

## Religionen
Eine Kirche wird in Sulzbach erstmals 1295 erwähnt. Sie wird mit der Einführung der Reformation in Württemberg evangelisch-lutherisch. Die heutige St.-Ulrichs-Kirche von 1875 bildet den Ortskern und diente in der Vergangenheit als Wehrkirche.
Eine römisch-katholische Kirche entstand erst wieder nach dem Zweiten Weltkrieg nördlich der Landesstraße 1066. Daneben gibt es auch eine neuapostolische und eine evangelisch-methodistische Gemeinde.

## Politik

### Bürgermeister
Bürgermeisterin ist seit dem 1. Februar 2024 Veronika Franco Olias. Sie wurde am 3. Dezember 2023 mit 73,5 Prozent der Stimmen gewählt.
Zuvor war ab dem 12. Mai 1992 Dieter Zahn Bürgermeister, er wurde 2000, 2008 und 2016 wiedergewählt. Nach 32 Jahren als Bürgermeister gab Zahn am 19. September 2023 nach langer Krankheit seinen Rücktritt als Bürgermeister bekannt. Zahn starb am 16. Oktober 2023.
Zahns Vorgänger Willy Ehnis hatte das Amt 38 Jahre bekleidet. Am 16. September 2023 wurde in einer feierlichen Zeremonie zu seinem Andenken die Sulzbacher Sporthalle nach ihm benannt.
| \| Zeitraum \| Name \| Bezeichnung \| \| --------- \| ----------------------------- \| ------------------------------------------ \| \| 1509 \| Hans Jäger[19] \| Schultheiß \| \| 1544 \| Jörg Maier[19] \| Schultheiß \| \| 1590 \| Jakob Geiger[19] \| Schultheiß \| \| 1809 \| Wilhelm Heinrich Künzle[T 1] \| Amts-Verweser, zugleich Amts-Bürgermeister \| \| 1812 \| Johann Konrad Schätzlein[T 2] \| Stabschultheiß und Gerichtsschreiber \| \| 1828 \| Ungerer[T 3] \| Schultheiß \| \| 1847 \| Clausnizer[T 4] \| Schultheiß \| \| 1854 \| Bosch[T 5] \| Schultheiß \| \| 1866–1894 \| Gustaf Wenzel[T 6] \| Schultheiß \| \| 1894–1922 \| Gottlieb Friederich Haag[T 7] \| Schultheiß \| \| 1922–1932 \| Friedrich Schmidt \| Schultheiß \| \| 1932–1945 \| Hermann Stroh \| Bürgermeister \| \| 1946–1948 \| Hugo Bezler \| Bürgermeister \| \| 1948–1954 \| Hermann Stroh \| Bürgermeister \| \| 1954–1992 \| Willy Ehnis \| Bürgermeister \| \| 1992–2023 \| Dieter Zahn \| Bürgermeister \| \| seit 2024 \| Veronika Franco Olias[20] \| Bürgermeister \| |                          |                                            |
| 1. 2. 3. 4. 5. 6. 7. |                          |                                            |
| Zeitraum | Name                     | Bezeichnung                                |
| 1509 | Hans Jäger               | Schultheiß                                 |
| 1544 | Jörg Maier               | Schultheiß                                 |
| 1590 | Jakob Geiger             | Schultheiß                                 |
| 1809 | Wilhelm Heinrich Künzle  | Amts-Verweser, zugleich Amts-Bürgermeister |
| 1812 | Johann Konrad Schätzlein | Stabschultheiß und Gerichtsschreiber       |
| 1828 | Ungerer                  | Schultheiß                                 |
| 1847 | Clausnizer               | Schultheiß                                 |
| 1854 | Bosch                    | Schultheiß                                 |
| 1866–1894 | Gustaf Wenzel            | Schultheiß                                 |
| 1894–1922 | Gottlieb Friederich Haag | Schultheiß                                 |
| 1922–1932 | Friedrich Schmidt        | Schultheiß                                 |
| 1932–1945 | Hermann Stroh            | Bürgermeister                              |
| 1946–1948 | Hugo Bezler              | Bürgermeister                              |
| 1948–1954 | Hermann Stroh            | Bürgermeister                              |
| 1954–1992 | Willy Ehnis              | Bürgermeister                              |
| 1992–2023 | Dieter Zahn              | Bürgermeister                              |
| seit 2024 | Veronika Franco Olias    | Bürgermeister                              |

### Gemeinderat
- UBL: 7
- CDU/FW: 5
- Grüne: 1
- PULS: 1

Der Gemeinderat in Sulzbach an der Murr hat 14 Mitglieder. Die Kommunalwahl am 9. Juni 2024 führte zu folgendem Endergebnis.
Der Gemeinderat besteht aus den gewählten ehrenamtlichen Gemeinderäten und dem Bürgermeister als Vorsitzendem. Der Bürgermeister ist im Gemeinderat stimmberechtigt. Die Sitzungstermine und Tagesordnungen der Gemeinderatssitzungen sind im Ratsinformationssystem der Gemeinde für die Öffentlichkeit einsehbar.

### Wappen und Flagge
| Wappen der Gemeinde Sulzbach an der Murr | Blasonierung: „In geteiltem Schild oben in Gold (Gelb) ein schreitender roter Löwe, unten in Blau ein silberner (weißer) Fisch.“ |
| Wappen der Gemeinde Sulzbach an der Murr | Wappenbegründung: Der rote Löwe im ersten Feld weist auf die Grafen von Löwenstein hin, die bis zum Verkauf des Schlosses Lautereck 1867 lange Zeit die Herrschaft über Sulzbach ausübten. Der silberne Fisch im zweiten Feld verweist auf die einst fischreichen Wasserläufe von Murr, Lauter und Fischbach. |

Das Sulzbacher Wappen ist in Siegelabdrücken seit 1650 nachgewiesen.
Die Farben der Gemeinde sind weiß–blau und wurden vom Landratsamt am 18. Februar 1981 verliehen.

Bannerflagge mit Wappen
Hissflagge mit Wappen
Hissflagge ohne Wappen

## Kultur und Sehenswürdigkeiten
Sulzbach liegt an der Idyllischen Straße.

### Bauwerke

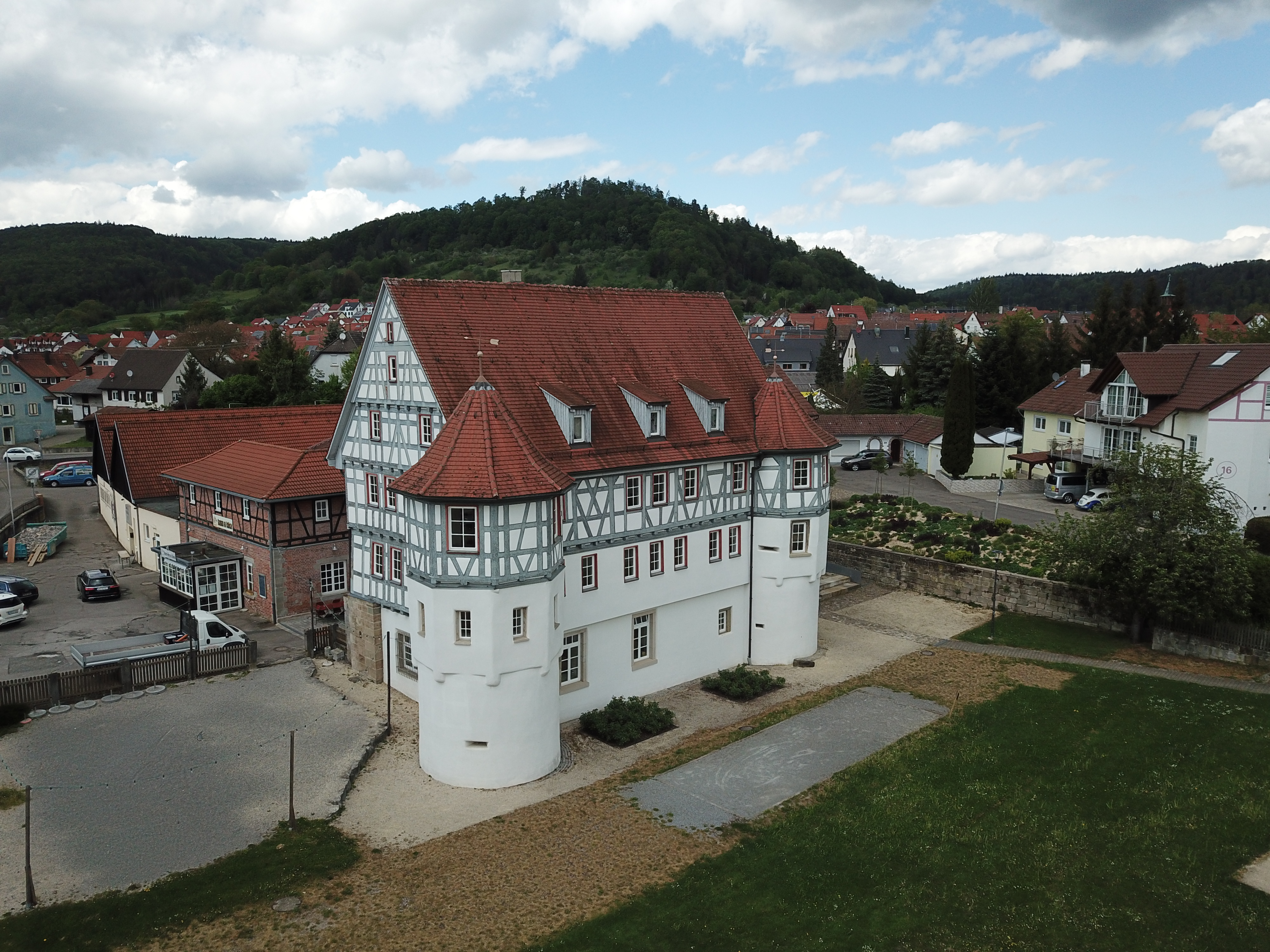
Schloss Lautereck in Sulzbach

Das Schloss Lautereck ist ein Wasserschloss und wurde von den Grafen von Löwenstein zur Sicherung der an Sulzbach vorbeiführenden Straße errichtet. Es stammt in seiner heutigen Form aus dem dritten Viertel des 16. Jahrhunderts. Der massive Unterbau aus Sandsteinquadern, die Formen der Ecktürme und der Rundbogeneingang deuten aber auf frühere Bauphasen, wahrscheinlich im 13. Jahrhundert, hin. Es war früher von einer Ringmauer mit Wassergraben umgeben.
Das gut erhaltene Schloss wurde 2008 und 2009 von Grund auf saniert und modern ausgestattet, z. B. mit einem Aufzug und einem neuen Trauzimmer für Sulzbach. Auch zwei Bürgersäle und eine Küche sind modernisiert worden.

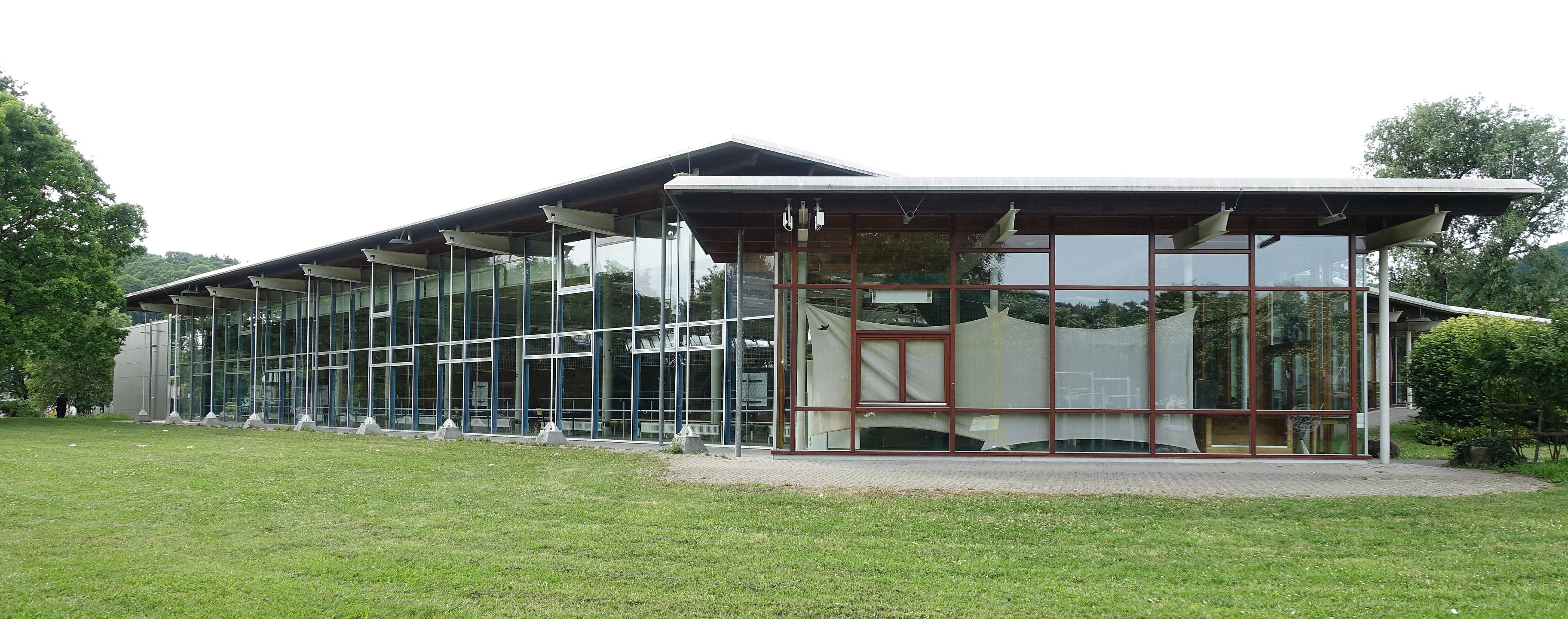
Willy-Ehnis-Sporthalle

Die 1985 erbaute Willy-Ehnis-Sporthalle an der Jahnstraße wurde von Behnisch & Partner entworfen und erhielt mehrere Architekturpreise.

### Naturdenkmale
Bekannte Naturdenkmale in Sulzbach sind zum Beispiel die Königseiche oder der sogenannte „Teufelstein“.

### Regelmäßige Veranstaltungen
- Wöchentlich: Wochenmarkt (Samstags, 8–12 Uhr)
- Februar: Faschingsumzug am Faschingsdienstag
- März: Ungefähr 20 Marktbeschicker bieten Alltagsgegenstände beim Krämermarkt, der jeweils Anfang März und Juli stattfindet, an.
- Frühling: Beim Bürgerempfang der Gemeinde Sulzbach an der Murr werden jedes Jahr verdiente Bürger geehrt.
- Juli: Ungefähr 20 Marktbeschicker bieten Alltagsgegenstände beim Krämermarkt, der jeweils Anfang März und Juli stattfindet, an.
- November: Nussknackermarkt, der stets am Samstag des ersten Advents stattfindet.

## Wirtschaft und Infrastruktur

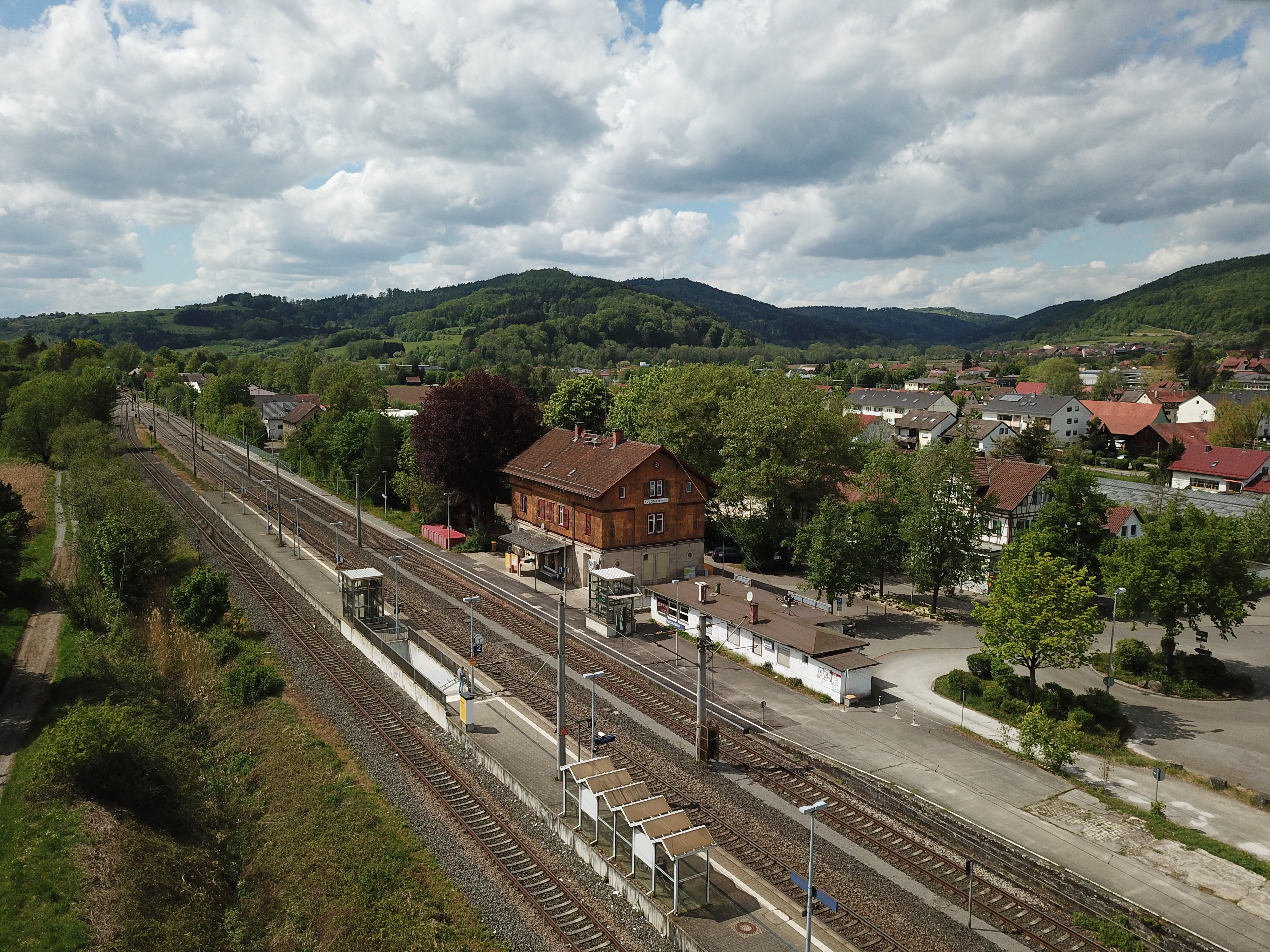
Bahnhof Sulzbach (Murr)

### Verkehr
Der Bahnhof Sulzbach (Murr) an der Bahnstrecke Waiblingen – Schwäbisch Hall-Hessental wird werktags tagsüber halbstündlich von den Regionalexpresszügen Stuttgart – Schwäbisch Hall-Hessental bzw. Crailsheim/Nürnberg bzw. Gaildorf West bedient. Am Wochenende und an Feiertagen werden die RE Stuttgart – Schwäbisch Hall-Hessental durch erst ab Backnang verkehrende Regionalbahnen ersetzt. Der vormalige Bahnhof Schleißweiler selbiger Strecke wurde inzwischen aufgehoben.
Neben dem Bahnanschluss bestehen Busverbindungen nach Murrhardt, Schwäbisch Hall, Wüstenrot, Backnang, Stuttgart und Heilbronn.
Sulzbach liegt am Knotenpunkt der B 14 (Stuttgart – Nürnberg) mit der L 1066 (Gaildorf – Murrhardt – Löwenstein), wobei Letztere hier ein Teilstück der Idyllischen Straße bildet.
Durch eine Alltagsroute aus dem Radnetz Baden-Württemberg ist Sulzbach über Oppenweiler mit Backnang und in der anderen Richtung über Murrhardt mit Gaildorf verbunden. 
Durch Sulzbach führt der Stromberg-Murrtal-Radweg, der als Fernradweg von Karlsruhe nach Gaildorf führt und damit den Rheinradweg mit dem Kocher-Jagst-Radweg verbindet.

### Ansässige Unternehmen
Aus dem 1900 gegründeten Bauholzsägewerk entstand die in der Holzverarbeitung tätige Unternehmensgruppe Häussermann, die von 1976 bis 2010 auch im Ort den Fachmarkt Holzland SHZ betrieb.
Seit 1935 produziert die HES-Präzisionsteile Hermann Erkert GmbH Drehteile in Sulzbach an der Murr. Der Hersteller beschäftigt rund 990 Mitarbeiter und ist der größte Arbeitgeber in Sulzbach an der Murr.
Im Jahr 2011 hat Titan Spezialfahrzeuge auch seinen Firmensitz an den Produktionsstandort Sulzbach verlegt.
Von 1865 bis 1986 bestand das Brauhaus Sulzbacher Adlerbräu.

### Bildungseinrichtungen
Sulzbach verfügt über eine Förderschule, eine Realschule sowie eine Grund- und Gemeinschaftsschule. Der Rems-Murr-Kreis unterhält eine Außenstelle der Sprachheilschule mit Sprachheilkindergarten. Daneben gibt es zwei evangelische und einen römisch-katholischen Kindergarten.

### Freizeit- und Sportanlagen
Es gibt in Sulzbach die 1985 erbaute Willy-Ehnis-Sporthalle, einen Rasen- und Kunstrasenplatz mit Laufbahn und leichtathletische Anlagen.

## Sagen
In Sulzbach an der Murr ranken sich zwei Sagen um den Bergsporn Roßstall zwischen dem Murr- und dem Lautertal westlich des Dorfes Sulzbach:
- Ein junger Schäfer soll einst seine schwangere Geliebte ermordet und im Wald Roßstall verscharrt haben. Der Schäfer wurde angeklagt, verurteilt und enthauptet. Sein Geist soll seitdem keine Ruhe finden und dort im Wald spuken. Markus Stricker von der schwäbischen Mundart-Band Wendrsonn hat dem Roßstall-Schäfer ein Lied gewidmet.[37]
- Auf dem Roßstall habe einst eine Burg gestanden, die über einen unterirdischen Gang mit dem Schloss Lautereck verbunden gewesen sei.[9]

## Persönlichkeiten

### Ehrenbürger
- Willy Ehnis, von 1954 bis 1992 Bürgermeister der Gemeinde

### Söhne und Töchter der Gemeinde
- Friedrich Ludwig Hörner (1790–1846), Oberamtmann und Landtagsabgeordneter
- Johann Gottlob von Kurr (1798–1870), Naturwissenschaftler
- Arthur Gruber (1914–1981), Oberbürgermeister von Sindelfingen
- Markus Stricker (* 1964), Sänger, Musiker, Songwriter und Heimatforscher